# Uralinella
Uralinella es un género de foraminífero bentónico de la familia Uralinellidae, de la superfamilia Parathuramminoidea, del suborden Fusulinina y del orden Fusulinida. Su especie tipo es Uralinella bicamerata. Su rango cronoestratigráfico abarca desde el Givetiense (Devónico medio) hasta el Fameniense (Devónico superior).

## Discusión
Clasificaciones más recientes incluirían Uralinella en el suborden Parathuramminina, del orden Parathuramminida, de la subclase Afusulinina y de la clase Fusulinata.

## Clasificación
Uralinella incluye a las siguientes especies:
- Uralinella antiqua †
- Uralinella augusta †
- Uralinella babkinae †
- Uralinella bicamerata †
- Uralinella firma †
- Uralinella ovalis †
  - Uralinella ovalis zeravshanica †
- Uralinella parva †
- Uralinella sogdianica †
- Uralinella turkestanica †